# Bryconadenos tanaothoros
Bryconadenos tanaothoros är en fiskart som beskrevs av Weitzman, Menezes, Evers och Burns 2005. Bryconadenos tanaothoros ingår i släktet Bryconadenos och familjen Characidae. Inga underarter finns listade.